# Clinton Shorter
Clinton Shorter (Vancouver, 18 maart 1971) is een Canadees filmcomponist.
Shorter studeerde aan de Capilano College en het Centre for Digital Imaging and Sound in Vancouver. Hij begon als assistent bij componist Terry Frewer. Hij is een lid van de Gilde van Canadese Film Composers en Society of Composers, Authors and Music Publishers van Canada. Shorter werd in 2009 genomineerd voor een 'Breakout Composer of the Year' door het International Film Critics Association. In 2010 won hij een 'BMI Film Music Award' met de filmmuziek van District 9.

## Filmografie
- 2001: Come Together
- 2005: The Cabin Movie
- 2006: Unnatrural & Accidental
- 2007: Normal
- 2009: District 9
- 2009: Cole
- 2012: Contraband
- 2013: Jappeloup
- 2013: 2 Guns
- 2013: Gibraltar
- 2014: Pompeii
- 2020: Boss Level
- 2021: Copshop

## Overige producties

### Televisiefilms
- 2005: Secret Lives
- 2005: Deck the Halls
- 2006: Ties That Bind
- 2006: Presumed Dead
- 2006: 12 Hours to Live
- 2006: Her Fatal Flaw
- 2006: Under the Mistletoe
- 2007: A Decent Proposal
- 2007: Secrets of an Undercover Wife
- 2007: Judicial Indiscretion
- 2007: I Know What I Saw
- 2008: Nightmare at the End of the Hall
- 2008: The Secrets Lives of Second Wivis
- 2008: NYC: Tornado Terror

### Televisieseries
- 2001: Urban Rush
- 2007: This Space for Rent
- 2014: Intelligence
- 2015: The Expanse
- 2015-2016: House of Lies
- 2015-2018: Code Black
- 2015-2022: The Expanse
- 2016-2018: Colony
- 2018: Quantico
- 2021: Tribes of Europa